# Janie, Don't Take Your Love to Town
Janie, Don't Take Your Love to Town è un singolo del cantante statunitense Jon Bon Jovi, pubblicato nel 1997 ed estratto dall'album Destination Anywhere.

## Classifiche
| Classifica (1997) | Posizione massima |
| ----------------- | ----------------- |
| Austria           | 40                |
| Belgio (Fiandre)  | 63                |
| Canada            | 18                |
| Germania          | 38                |
| Paesi Bassi       | 61                |
| Regno Unito       | 13                |